# Anoplodactylus marshallensis
Anoplodactylus marshallensis is een zeespin uit de familie Phoxichilidiidae. De soort behoort tot het geslacht Anoplodactylus. Anoplodactylus marshallensis werd in 1982 voor het eerst wetenschappelijk beschreven door Child. 